# 物質収支
物質収支（ぶっしつしゅうし、Mass balance または Material balance）とは、ある化学反応の系において、その系に投入した物質の量と系から得られた物質の量との収支を指す。
特に化学工学では以下のような物質収支式により評価される。
蓄積量の時間変化 = 流入量 - 流出量 + 生成量 - 消滅量
物質収支式は「原子は消滅したり、新たに生成したりしない」という質量保存則に基づいており、特定の装置またはプラント内で物質は増えも減りもしないという原則に基づいて立てる式である。例えば、ある反応器に物質Aが 5 mol流入されたとしよう。この反応器から物質Aが 3 mol流出したとしたら、残り  2molの物質Aは、まだ反応器のなかにあるか（蓄積）、反応によって別の物質に変わってしまったか（消滅）、あるいはその両方、のいずれかである。

## 物質収支式の作り方
物質収支式は混合物全体と、各成分ごとに立てて、それらの式を連立して特定の変数を求めたりする。
また物質収支式は、ある一部分だけで考えてもよい。よって物質収支式を立てるときは、どの範囲で収支をとるかという境界を明確にする必要がある。

## 定常状態
系が定常状態の場合には蓄積量の時間変化はないため
流入量 + 生成量 = 流出量 + 消滅量
となる。